# Afrolarcus clypeatus
Afrolarcus clypeatus is een rechtvleugelig insect uit de familie doornsprinkhanen (Tetrigidae). De wetenschappelijke naam van deze soort is voor het eerst geldig gepubliceerd in 1891 door Karsch.